# Melanophryne carpish
Melanophryne carpish är en groddjursart som först beskrevs av Lehr, Rodriguez och Jesús H. Córdova 2002.  Melanophryne carpish ingår i släktet Melanophryne och familjen Microhylidae. IUCN kategoriserar arten globalt som starkt hotad. Inga underarter finns listade i Catalogue of Life.